# Лясовиці-Великі (Поморське воєводство)
Лясовиці-Великі (пол. Lasowice Wielkie, нім. Groß Lesewitz) — село в Польщі, у гміні Мальборк Мальборського повіту Поморського воєводства.
Населення — 469 осіб (2011).
У 1975-1998 роках село належало до Ельблонзького воєводства.

## Демографія
Демографічна структура станом на 31 березня 2011 року:
|          | Загалом | Допрацездатний вік | Працездатний вік | Постпрацездатний вік |
| -------- | ------- | ------------------ | ---------------- | -------------------- |
| Чоловіки | 230     | 53                 | 162              | 15                   |
| Жінки    | 239     | 52                 | 146              | 41                   |
| Разом    | 469     | 105                | 308              | 56                   |